# Kim Wraae Knudsen
Kim Wraae Knudsen (Copenhague, 19 de septiembre de 1977) es un deportista danés que compitió en piragüismo en la modalidad de aguas tranquilas.
Participó en dos Juegos Olímpicos: Pekín 2008 y Londres 2012, obteniendo una medalla de plata en 2008 en la prueba de K2 1000 m. Ganó dos medallas de oro en el Campeonato Europeo de Piragüismo: en 2008 en la prueba de K2 1000 m y en 2012 en la prueba de K4 1000 m.

## Palmarés internacional
| Juegos Olímpicos   | Juegos Olímpicos | Juegos Olímpicos | Juegos Olímpicos |
| Año                | Lugar            | Medalla          | Competición      |
| ------------------ | ---------------- | ---------------- | ---------------- |
| 2008               | Pekín (China)    | Medalla de plata | K2 1000 m        |
| Campeonato Europeo |                  |                  |                  |
| Año                | Lugar            | Medalla          | Competición      |
| 2008               | Milán (Italia)   | Medalla de oro   | K2 1000 m        |
| 2012               | Zagreb (Croacia) | Medalla de oro   | K4 1000 m        |